# آبردین (آیداهو)
آبردین(به انگلیسی: Aberdeen) شهری در شهرستان بینگهام ایالت آیداهو است که جمعیت آن در سرشماری سال ۲۰۱۰ میلادی ۱٬۹۹۴ نفر بوده است.

## موقعیت جغرافیایی
موقعیت جغرافیایی شهرها و مناطق اطراف به شرح زیر است: